# سوزان بوکانگرا
سوزان بوکانگرا (زادهٔ ۱۹۵۷) هنرمند آمریکایی است. آثار او شامل هنر اجرایی و هنر چیدمان، همچنین هنرهای تجسمی و هنر صوتی هستند. آثار او در سطح بین‌المللی به نمایش گذاشته می‌شوند. بوکانگرا در شهر نیویورک زندگی می‌کند.

## زندگی و خانواده
بوکانگرا که اهل هیوستون، تگزاس است، فارغ‌التحصیل دانشگاه تگزاس و مؤسسه هنر سان‌فرانسیسکو است. او مدرک کارشناسی هنرهای زیبا را در سال ۱۹۷۹ و مدرک کارشناسی ارشد هنرهای زیبا را در سال ۱۹۸۴ دریافت کرد.
او با آهنگساز دیوید لنگ ازدواج کرده است و آن‌ها دارای سه فرزند هستند.

## حرفه
نمایشگاه‌های انفرادی او شامل نمایشگاه‌هایی در نگارخانه گاند در کالج کنیون (۲۰۲۲)، موزه هنر بلنتون در دانشگاه تگزاس در آستین (۲۰۲۱)، آرت‌کیک (۲۰۱۹)، و کارگاه و موزه پارچه (۲۰۱۸) می‌شود.
آثار بوکانگرا در مجموعه‌های دائمی موزه هنر مدرن، موزه هنرهای زیبا، بوستون، موزه آموزشی تانگ، موزه هنر دلاور، موزه هنرهای زیبا هیوستون و موزه گوگنهایم نگهداری می‌شوند.
بوکانگرا در سال ۲۰۲۰ موفق به دریافت بورسیه گوگنهایم شد، در سال ۲۰۱۹ جایزه رابرت راوشنبرگ از بنیاد هنر معاصر را دریافت کرد، و در سال ۲۰۲۱ نیز موفق به دریافت جایزه هنر از آکادمی هنرها و ادبیات آمریکا شد. در سال ۱۹۹۱، بوکانگرا جایزه رم در رشته هنرهای تجسمی را دریافت کرد. او همچنین موفق به دریافت جوایزی از بنیاد پولاک-کرازنر (۱۹۸۸، ۱۹۹۰، ۲۰۰۳) و بنیاد هنر نیویورک (۱۹۸۹، ۱۹۹۳، ۲۰۰۱، ۲۰۰۵) شده است. بوکانگرا بورسیه‌هایی برای اقامت هنری از مک‌داول، یادو و برنامه استودیویی شارپ-والنتاس دریافت کرده است.

### اجراها
در سال ۲۰۱۰، موزه هنر مدرن از بوکانگرا خواست تا یک سخنرانی تصویری دربارهٔ آثارش ارائه دهد. او تصمیم گرفت داستان چگونگی تبدیل شدنش به یک هنرمند را روایت کند و بازیگر پل لازار را برای اجرای این سخنرانی، به‌جای خود، دعوت کرد. نتیجه، اجرای نمایشی با عنوان «وقتی یک کشیش با یک جادوگر ازدواج می‌کند: یک سخنرانی هنری از سوزان بوکانگرا با بازی پل لازار» بود. او تاکنون سه اجرای دیگر از این مجموعه سخنرانی‌های نمایشی را نیز خلق کرده است: «بدن‌گچ، یک سخنرانی هنری از سوزان بوکانگرا با بازی فرانسیس مک‌دورمند»، «خانه‌روستایی/فاحشه‌خانه، یک سخنرانی هنری از سوزان بوکانگرا با بازی لیلی تیلور» و «افتخار، یک سخنرانی هنری از سوزان بوکانگرا با بازی لیلی تیلور».
هلن شاو در مجله نیویورکر می‌نویسد که این اجراها «سخنرانی‌های چندرسانه‌ای بامزه‌ای هستند که روی صحنه و در برابر تماشاگران ارائه می‌شوند و بر زندگی او و تاریخ هنر تمرکز دارند، گاهی هم نگاهی به گوشه‌های عجیب فرهنگ آمریکایی می‌اندازند. در هر اجرا، بوکانگرا در یک سوی صحنه پشت میزی کم‌نور نشسته و بازیگری به‌جای او سخن می‌گوید. در واقع بوکانگرا متن را در میکروفونی زمزمه می‌کند و بازیگر همزمان آن را از طریق یک گیرنده صوتی در گوشش می‌شنود و بازگو می‌کند. هر قطعه با این جمله آغاز می‌شود: «سلام، من سوزان بوکانگرا هستم»، هرچند صدایی که می‌شنویم ممکن است متعلق به لیلی تیلور یا فرانسیس مک‌دورمند باشد.»
بوکانگرا این سخنرانی‌های هنری را در موزه‌ها و جشنواره‌های تئاتری مختلف در سراسر ایالات متحده اجرا کرده است، از جمله در موزه متروپولیتن هنر، موزه هنر معاصر لس‌آنجلس، مرکز هنری واکر و جشنواره نکست‌ویو در آکادمی موسیقی بروکلین.